# Henry Willink

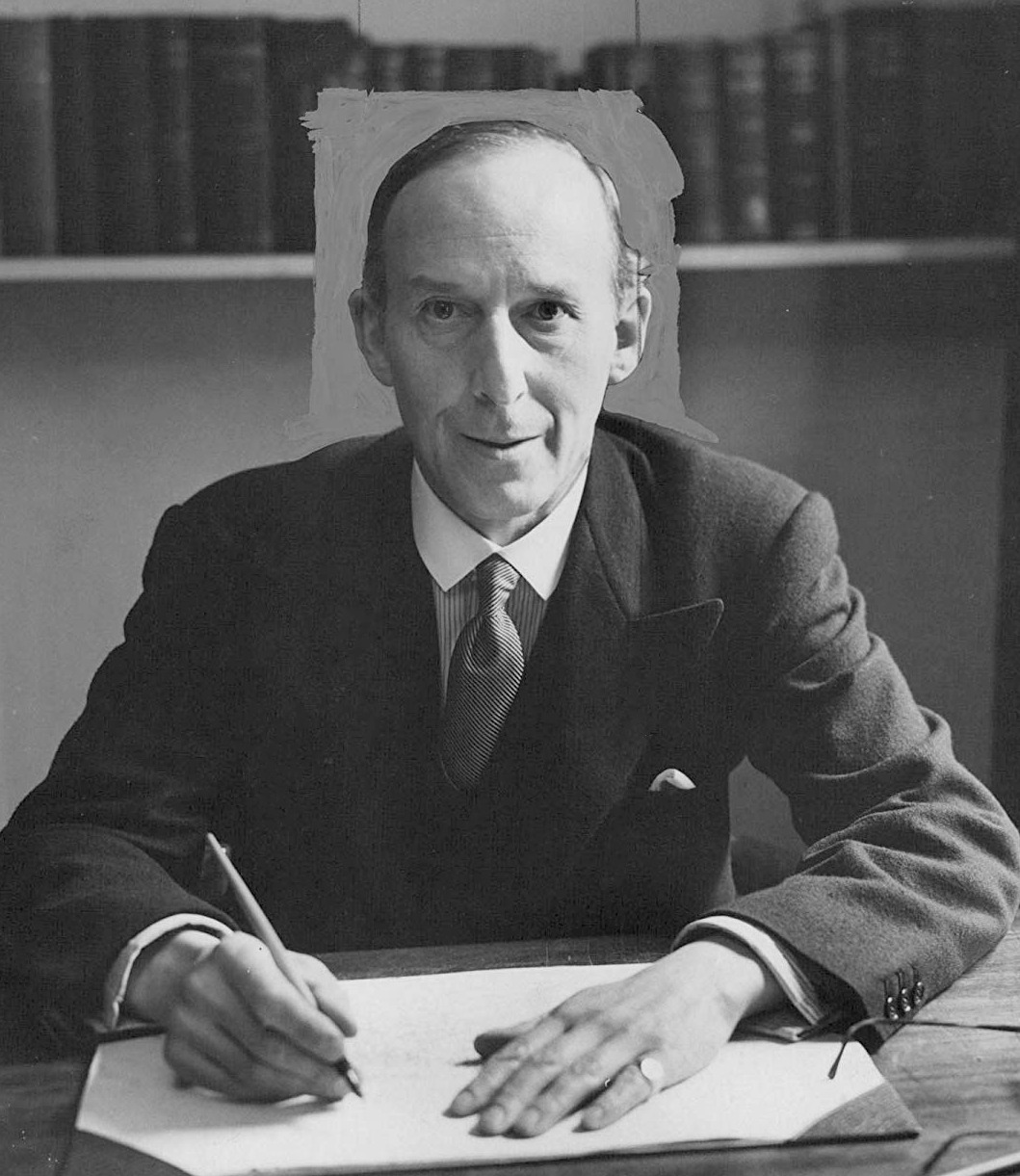
Henry Willink (1948)

Sir Henry Urmston Willink, 1. Baronet, MC, PC, KC (* 7. März 1894; † 1. Januar 1973) war ein britischer Jurist und Politiker der Conservative Party, der unter anderem zwischen 1940 und 1948 Mitglied des Unterhauses (House of Commons) sowie von 1943 bis 1945 Gesundheitsminister (Minister of Health). 1957 wurde er zum Baronet erhoben.

## Leben

### Offizier, Unterhausabgeordneter und Gesundheitsminister
Willink, Sohn des Architekten William Edward Willink und dessen Ehefrau Florence Macan Urmston, begann nach dem Besuch des renommierten Eton College ein Studium am Trinity College der University of Cambridge. Er unterbrach das Studium jedoch zu Beginn des Ersten Weltkrieges und diente als Hauptmann in der Royal Field Artillery. Aufgrund seiner militärischen Verdienste wurde er mit dem Military Cross sowie dem französischen Croix de guerre ausgezeichnet sowie im Kriegsbericht erwähnt (Mentioned in dispatches). Nach dem Krieg schloss er sein Studium am Trinity College der University of Cambridge 1919 mit einem Bachelor of Arts (B.A.) ab und erhielt 1920 seine anwaltliche Zulassung als Barrister bei der Anwaltskammer (Inns of Court) von Inner Temple. Neben seiner anwaltlichen Tätigkeit diente er zwischen 1923 und 1938 als Reserveoffizier im Rang eines Majors im West Lancashire Regiment der Territorialarmee und erwarb nach einem postgradualen Studium am Trinity College der University of Cambridge 1933 einen Master of Arts (M.A.). Für seine anwaltlichen Verdienste wurde er 1935 zum Kronanwalt (King’s Counsel) ernannt.
Nachdem sich Willink als Kandidat der Conservative Party bei einer Nachwahl (By-election) im Wahlkreis Ipswich erfolglos für ein Mandat im Unterhaus beworben hatte, wurde er bei einer Nachwahl im Wahlkreis Croydon North am 19. Juni 1940 zum Mitglied des Unterhauses (House of Commons) gewählt und gehörte diesem bis zu seinem Mandatsverzicht am 29. Januar 1948 an. In der Folgezeit war er von Juni 1940 bis November 1943 Sonderbeauftragter für Obdachlose in London. 1942 wurde er ferner Bencher der Anwaltskammer von Inner Temple. In der Kriegsregierung von Premierminister Winston Churchill übernahm er am 11. November 1943 von Ernest Brown das Amt des Gesundheitsministers (Minister of Health). Dieses Ministeramt bekleidete er auch in der Übergangsregierung Churchill zwischen dem 23. Mai und dem 26. Juli 1945. Danach war er von 1946 bis 1956 als Fellow am Eton College tätig.

### Master des Magdalene College, Baronet und Familie
Nach seinem Ausscheiden aus dem Unterhaus und einer längeren Krankheit wurde Willink im Januar 1949 Nachfolger von Allen Beville Ramsay als Master des Magdalene College der University of Cambridge und bekleidete dieses Amt bis zu seiner Ablösung durch Walter Hamilton 1966. Zugleich war er von 1949 bis 1951 Vorsitzender der Königlichen Kommission für Wetten, Lotterien und Glücksspiel (Royal Commission on Betting, Lotteries, and Gaming). Daneben fungierte er als Nachfolger von Lionel Whitby zwischen 1953 und seiner Ablösung durch Brian Downs 1955 auch als Vizekanzler der University of Cambridge. 1955 war er Vorsitzender eines Ausschusses für medizinisches Personal (Committee on Medical Manpower) sowie zwischen 1955 und 1971 als Dean of Arches Vorsitzender Richter des Obersten Kirchengerichts des Erzbistums von Canterbury. 
Am 20. Juli 1957 wurde Willink der erbliche Adelstitel eines Baronet, of Dingle Bank in the City of Liverpool, verliehen.
Des Weiteren war er zwischen 1961 und 1962 Vorsitzender einer Königlichen Kommission für die Polizei (Royal Commission on the Police). Dieser Kommission, die sich mit der Situation, Verfassungsmäßigkeit und Aufgaben der Polizei befasste, gehörte unter anderem Leslie Hale an. Nach Beendigung seiner Tätigkeit als Master des Magdalene Colle wurde er 1966 Honorary Fellow dieses College.
Er war zweimal verheiratet. Aus seiner ersten a, 11. Dezember 1923 geschlossenen Ehe mit Cynthia Frances Fletcher gingen zwei Töchter und zwei Söhne hervor. Nach seinem Tode am 1. Januar 1973 erbte sein ältester Sohn Charles William Willink den Titel als 2. Baronet.